# Ophiorrhiziphyllon macrobotryum
Ophiorrhiziphyllon macrobotryum är en akantusväxtart som beskrevs av Wilhelm Sulpiz Kurz. Ophiorrhiziphyllon macrobotryum ingår i släktet Ophiorrhiziphyllon och familjen akantusväxter. Inga underarter finns listade i Catalogue of Life.